# 南三陸町立志津川中学校
南三陸町立志津川中学校（みなみさんりくちょうりつ しづがわちゅうがっこう）は、宮城県本吉郡南三陸町志津川にある公立中学校である。

## 所在地
- 宮城県本吉郡南三陸町志津川字助作1番1

## 沿革
- 1947年（昭和22年）
  - 4月1日 - 志津川町立志津川中学校として開校。
  - 4月22日 - 開校式挙行。
  - 5月17日 - 志津川中学校父母教師会結成。
- 1950年（昭和25年）5月8日 - 校舎落成式挙行。
- 1952年（昭和27年）2月12日 - 校歌と放送施設の披露式挙行。
- 1960年（昭和30年）7月18日 - 屋内体育場披露。
- 1960年（昭和35年）5月24日 - チリ地震津波来襲により、6月8日まで臨時休校の措置を採った。
- 1963年（昭和38年）9月8日 - 校旗樹立し、校章制定。
- 1988年（昭和63年）
  - 3月3日 - 学園橋の名称「志中大橋」に決定。
  - 3月31日 - 新築記念石碑「学んで厭わず」建立。
  - 10月30日 - 新校舎に移転。
  - 10月31日 - 旧校舎お別れ会開催し、引継と入校の両式典挙行。
- 1989年（平成元年）10月20日 - 校舎落成とモニュメント除幕の両式典挙行。
- 1992年（平成4年）
  - 10月5日 - 「頭髪自由化」決定。
  - 12月14日 - 「生徒憲章」制定。
- 1996年（平成8年）11月17日 - 創立50周年記念行事開催。
- 1997年（平成9年）3月13日 - 50周年記念碑「しょうらい坂」除幕式挙行。
- 1998年（平成10年）2月25日 - 「子ども100番の店」設置。
- 2005年（平成17年）10月1日 - 市町村合併に伴う南三陸町発足により、南三陸町立志津川中学校に改称。
- 2009年（平成21年）
  - 4月1日 - 南三陸町立入谷中学校を統合。
  - 4月8日 - 新生志津川中学校開校式挙行。
- 2010年（平成22年）2月18日 - 図書館書架設置。
- 2011年（平成23年）
  - 1月5日 - 洋式トイレ設置（各階男女1台の計6台）。
  - 3月11日 - 14時46分に東日本大震災発生。
  - 3月28日 - 修了式と平成22年度卒業式挙行。
  - 5月10日 - 始業式挙行。同日、披露式挙行。
  - 5月12日 - 地震の影響で延期された平成23年度入学式挙行。入学生は81名。
- 2012年（平成24年）10月15日 - ユネスコスクール認定。
- 2014年（平成26年）
  - 4月1日 - 南三陸町立戸倉中学校を統合。
  - 4月8日 - 新生志津川中学校開校式挙行。
  - 8月28日 - 学園広場大時計設置。
  - 9月 - この月から翌年2月26日まで、学校施設環境改善工事実施。
- 2015年（平成27年）
  - 8月21日 - 校庭屋外照明塔設置。
  - 9月9日 - 教室とオープンスペースの照明のLED化。
- 2019年（平成31年）3月 - 校庭仮設住宅撤去し、校庭整地。
- 2020年（令和2年）3月2日 - この日から、新型コロナウイルス感染予防のため、臨時休校の措置を採る。

## 東日本大震災
- 2011年3月11日に発生した東日本大震災で志津川中学校は高台にあったために直接被害に遭うことはなかったが、避難所としてしばらく使用されることとなった。

## 部活動
- 野球部
- 男子バレーボール部
- サッカー部（男女）
- 女子バレーボール部
- 吹奏楽部（男女）
- 女子ソフトテニス部
- 男子卓球部
- 陸上部（特設）
- 男子バスケットボール部
- 女子卓球部
- 駅伝部（特設）
- 女子バスケットボール部
- 剣道部(男女)
- 水泳部（特設）
- 柔道部（男・女）

## 通学区域
出典
- 南三陸町立志津川小学校・南三陸町立戸倉小学校・南三陸町立入谷小学校の通学区域

## アクセス
- 予約型乗り合い交通サービスSmartGOTO南三陸「荒砥線」で、「志津川中学校前」停留所下車。ただし、「志津川中学校前」に停車する便は、平日の細浦入口行最終便の1本のみ。
- JR東日本気仙沼線BRT志津川中央団地駅から、学校正門まで、徒歩約890m・約13分。

## 参照
- 志津川中学校学校要覧より[要ページ番号]